# بويان ميشيتش
بويان ميشيتش هو لاعب كرة قدم صربي في مركز حراسة المرمى، ولد في 29 سبتمبر 1978 في بوزرفاك (صربيا) في صربيا. لعب مع دينامو بانتشيفو وملادوست لوتشاني ونادي خيمكي.